# سایت‌های باستان‌شناسی جومون

میراث سایت آدای یاماموتو ایچی

سایت‌های باستان‌شناسی جومون مربوط به دوره جومون در هوکایدو، توهوکو شمالی و سایر مناطق گروهی از سایت‌های باستانی در ژاپن هستند که در سال ۲۰۰۹ به‌طور مشترک برای ثبت در در فهرست میراث جهانی یونسکو، تحت معیارهای iii و iv توسط کشور ژاپن به یونسکو ارائه شده‌است. در حالی که تمرکز اصلی نامزدی سریال بر پانزده سایت در جنوب هوکایدو، استان آئوموری، استان ایواته و استان آکیتا است، سایر بخشها نیز مورد توجه هستند و در حال حاضر در فهرست آزمایشی میراث جهانی قرار دارد.

## سایت‌ها

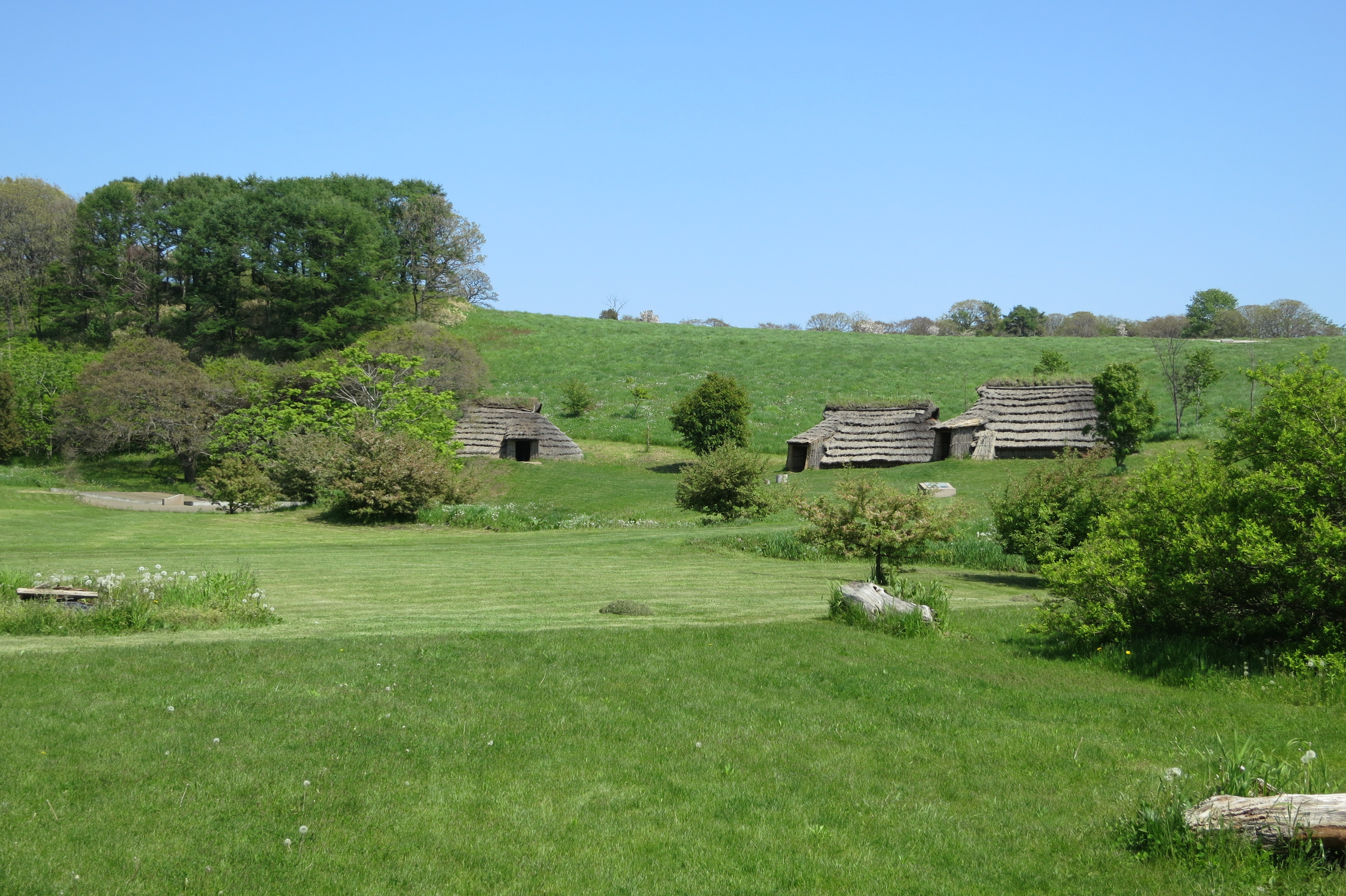
تپه کیتاکوگان
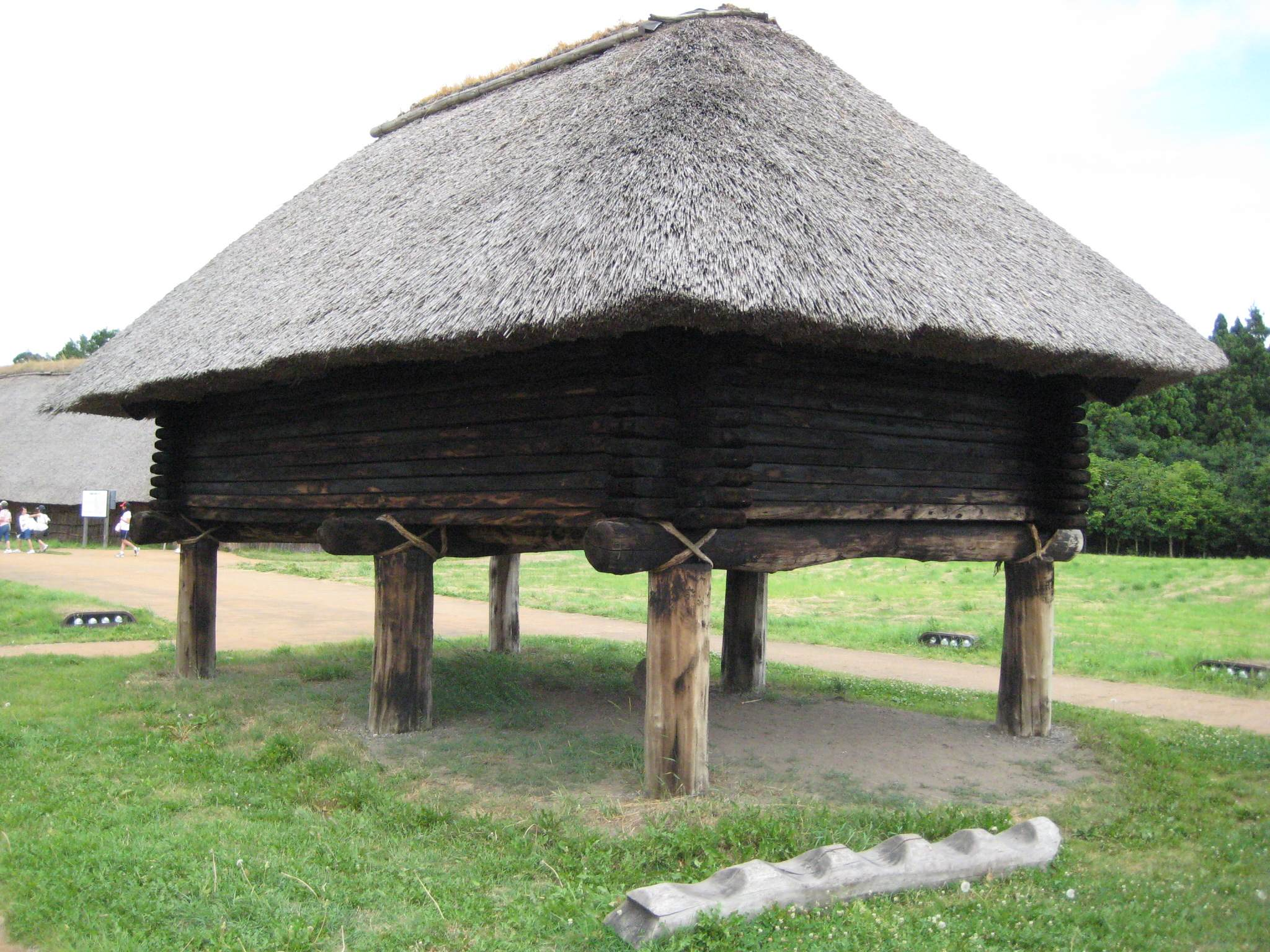
سایت سنای-مارویاما
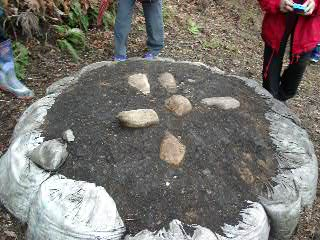
سایت ایسه‌دوتای
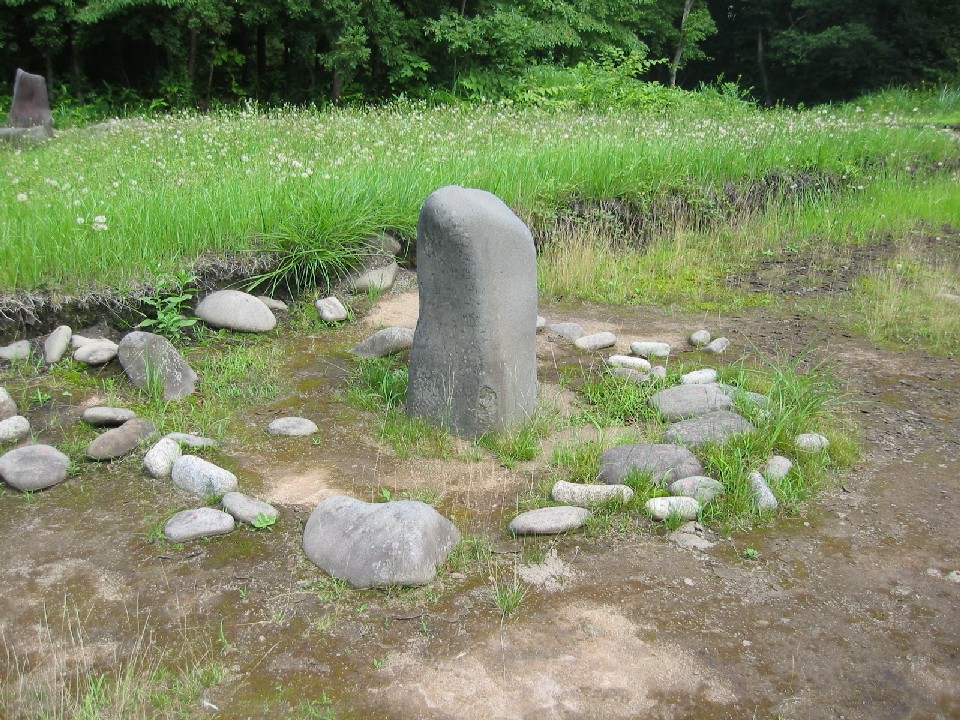
سایت کوماکینو